# Peribasis albisparsa
Peribasis albisparsa là một loài bọ cánh cứng trong họ Cerambycidae.